# Krzysztof Potaczek
Krzysztof Potaczek (ur. 23 kwietnia 1958 w Nysie) – polski gimnastyk sportowy, olimpijczyk z Moskwy 1980.
W czasie kariery sportowej reprezentował klub Zawisza Bydgoszcz. Wielokrotny mistrz Polski w:
- ćwiczeniach na poręczach w roku 1980,
- w ćwiczeniach na koniu z łękami w latach 1977, 1979, 1980, 1984.

Na igrzyskach w 1980 roku w Moskwie zajął:
- 37. miejsce w ćwiczeniach na koniu z łękami,
- 52. miejsce w ćwiczeniach na poręczach,
- 54. miejsce w skoku przez konia,
- 59. miejsce w ćwiczeniach na drążku,
- 63. miejsce w wieloboju indywidualnie,
- 63. miejsce w ćwiczeniach wolnych,
- 65. miejsce w ćwiczeniach na kółkach.